# Universitat Estatal de Belarús
La Universitat Estatal de Belarús (belarús: Беларускі дзяржаўны ўніверсітэт, pronunciació en belarús: [bʲɛlaruskʲi d͡zʲarʒawnɨ wnʲivʲɛrsʲitɛt]; rus: Белорусский государственный университет; establerta a Minsk (Belarús), es va fundar el 30 d'octubre de 1921. La universitat és un centre d'ensenyament superior de la República de Belarús.

## Rectors
- Uladzimier Picheta (1921–1929)
- Jazep Karanieuski (1929–1931)
- Ivan Jermakou (1931–1934)
- Ananiy Dziakau (1934–1935)
- Mikalai Bladyka (1937)
- Uladzimier Babraunicki (1938)
- Parfion Savitski (1938–1944)
- Uladzimier Tamashevich (1946–1949)
- Ivan Chymburh (1949–1952)
- Kanstantsin Lukashou (1952–1957)
- Anton Sieuchanka (1957–1972)
- Usievalad Sikorski (1972–1978)
- Uladzimier Biely (1978–1983)
- Leanid Kisieleuski (1983–1989)
- Fiodar Kapucki (1990–1995)
- Alyaksandr Kazulin (1996–2003)
- Vasili Strazhau (2003–2008)
- Sergey V. Ablameyko (2008-2017)
- Andrei Karol (from 2017)[2]

## Alumnes destacats
- Hienadz Buraukin, diplomàtic i poeta
- Myechyslaw Hryb, polític
- Anatol Hrytskievich, historiador
- Natalia Petkevich, polític
- Paval Sieviaryniets, polític
- Polina Rabtseva, artista
- Iryna Khalip, periodista
- Sunday Adelaja, periodista i pastor